# (6194) Denali
(6194) Denali est un astéroïde de la ceinture principale.

## Description
(6194) Denali est un astéroïde de la ceinture principale. Il fut découvert le 12 octobre 1990 à Siding Spring par Robert H. McNaught. Il présente une orbite caractérisée par un demi-grand axe de 2,38 UA, une excentricité de 0,10 et une inclinaison de 9,5° par rapport à l'écliptique.

## Compléments